# Filipe Machado
Filipe Machado, właśc. Filipe Jose Machado Nascimento (ur. 13 marca 1984 w Gravataí, Rio Grande do Sul, zm. 28 listopada 2016 w La Unión) – brazylijski piłkarz. Grał w takich zespołach jak: SC Internacional, Fluminense FC, Bento Gonçalves, Pontevedra CF, União Leiria i CSKA Sofia. W 2016 roku występował w brazylijskim klubie Associação Chapecoense de Futebol.
Zginął w katastrofie samolotu LaMia Airlines 2933 pod Medellín.